# محمود عادل فوزي
لواء بحري أ.ح / محمود عادل فوزي (27 أغسطس 1968 - ) قائد عسكري مصري، يشغل منصب قائد القوات البحرية المصرية منذ 4 يوليو 2025، خلفًا للفريق أشرف إبراهيم عطوة.

## التأهيل العسكري
- بكالوريوس الدراسات البحرية 1990.[3]
- دورة أركان حرب رقم (27) تخصص بحري 2005.
- دورة القادة رقم (37) بكلية الحرب العليا 2014.
- حاصل على جميع الفرق الحتمية والدورات التأهيلية للقوات البحرية.

## الحياة المهنية
حاز اللواء محمود عادل فوزي على عدة أنواط وميداليات هي
- نوط الواجب العسكري من الطبقة الأولى.
- نوط الواجب العسكري من الطبقة الثانية.
- نوط الواجب العسكري من الطبقة الثالثة.
- نوط الخدمة الممتازة.
- نوط المعركة السعودي.
- ميدالية 25 يناير.
- ميدالية 30 يونيو.
- ميدالية الخدمة الطويلة والقدوة الحسنة.
- ميدالية اليوبيل الفضى لنصر أكتوبر.
- ميدالية العيد الذهبى لثورة 23 يوليو.
- ميدالية اليوبيل الفضى لتحرير سيناء.
- ميدالية اليوبيل الفضى للقوات البحرية.
- ميدالية اليوبيل الذهبى للقوات البحرية.
- ميدالية اليوبيل الذهبي لنصر أكتوبر.

## وصلات خارجية
- الموقع الرسمي لوزارة الدفاع المصرية